# Nižný kostúr
Nižný kostúr (polsky Niżni Kostur, maďarsky Alsó-Liptói-Őrszem, německy Unterer Liptauer Wachturm, 2055 m n. m.) je hora v hlavním hřebeni Vysokých Tater v části Liptovské múry. Od Kotolnice je oddělena sedlem Čierna lávka a od Vyšného kostúru sedlem Nižná liptovská lávka. Vrcholem hory prochází slovensko-polská státní hranice. Na slovenské straně spadají svahy hory do Temnosmrečinské doliny. Od vrcholku vybíhá směrem na sever (na stranu Doliny Pięciu Stawów Polskich) krátké boční rameno stáčející se nad jezero Czarny Staw Polski. V místech Nižného kostúru hlavní tatranský hřeben mění směr z východního (od Kotolnice) na jihovýchodní (ve směru Hrubého štítu).
Nejstarší zaznamenané turistické výstupy:
- léto – 5. srpna 1902, T. Eichenwald, F. Rabowski, J. B. Tajber, W. Tylka
- zima – 8. května 1925, A. Karpiński, W. Smoluchowski

Ze vzácných rostlin na Nižném kostúru roste lomikámen nachový (Saxifraga retusa).

## Přístup
Nižný kostúr (podobně jako celý hřeben Liptovských múr) je přístupný pouze v doprovodu horského vůdce.